# New York (delstat)
New York (officiellt: State of New York, informellt benämnt: New York State), är en delstat i nordöstra USA vid dess östkust. 
År 2008 uppskattades delstatens invånarantal till 19 490 297, vilket gör den till den tredje folkrikaste i USA. Huvudstaden heter Albany och har omkring 100 000 invånare. Största stad är New York, men även Buffalo vid Eriesjön är avsevärt större än huvudstaden och har med förstäder över 1,2 miljoner invånare. 
Delstaten gränsar i söder till New Jersey och Pennsylvania, i öster till Connecticut, Massachusetts och Vermont samt i norr till de kanadensiska provinserna Ontario (både landgräns och sjögräns över Ontariosjön och Eriesjön) och Québec.

## Delstatsnamnet och stadsnamnet
Delstatens största stad heter officiellt City of New York (New York City), men denna brukar på svenska (och på många andra språk) ha förtur till namnet New York i dagligt tal. Så även i och kring staden New York. De delar av delstaten som ligger norr och väster om staden kallas därför ofta ”Upstate New York” eller bara ”Upstate”, främst av folk från storstadsområdet runt New Yorks stad (inklusive norra New Jersey). I övriga USA särskiljs staden New York från delstaten genom den sedvanliga amerikanska metoden med tillägg av delstatens förkortning, alltså: New York, N.Y., medan enbart New York då avser delstaten.

## Historia

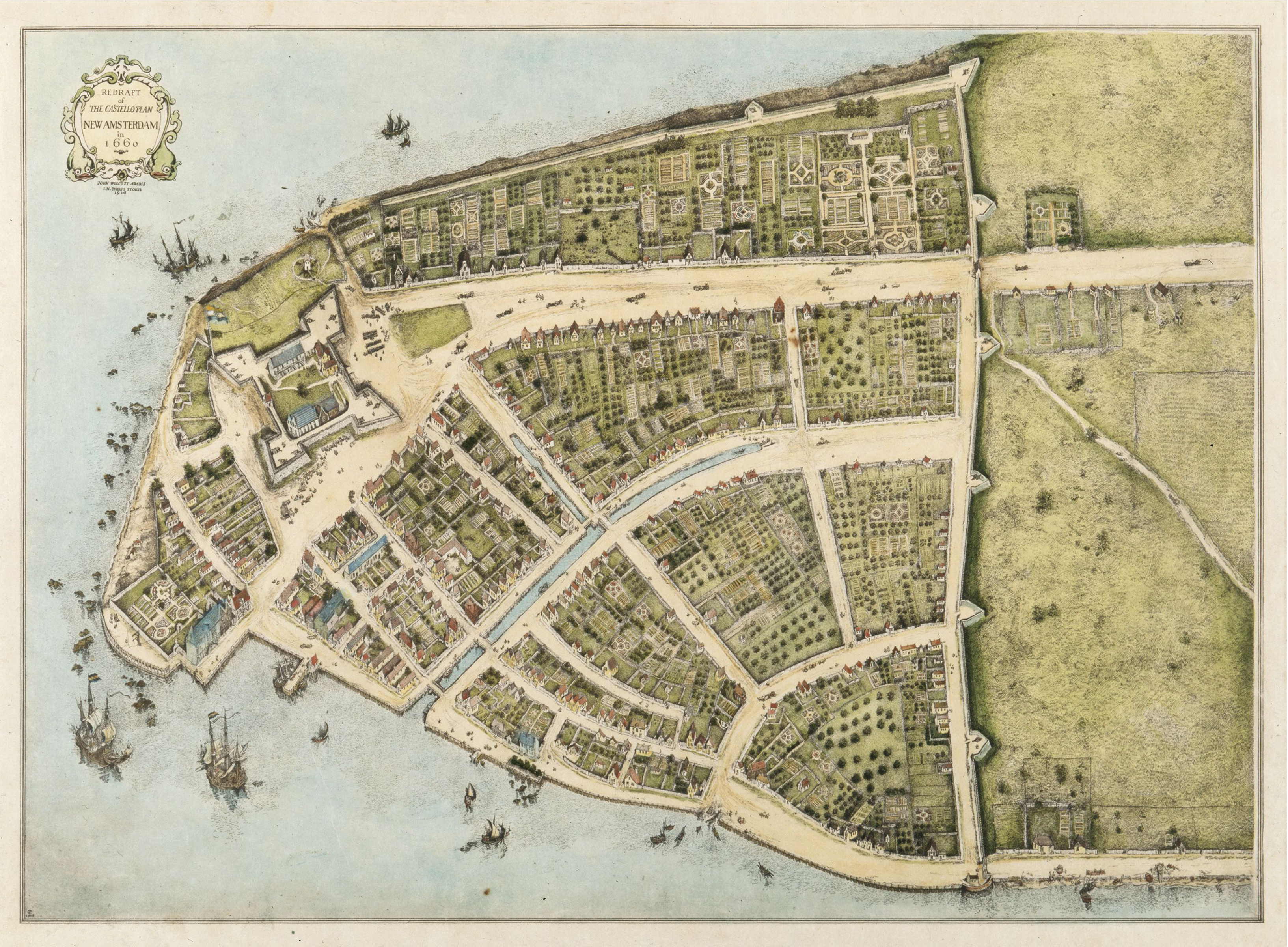
Bild föreställande Nya Amsterdam, nuvarande södra spetsen på Manhattan, på 1660-talet.

Området utforskades av en engelsman, Henry Hudson, som var anställd av Nederländska Västindiska Kompaniet. Namnet på landområdet upp längs Hudsonfloden blev Nya Nederländerna. 
År 1664 blev området, kontrollerat av Kungariket England och fick då sitt nuvarande namn, provinsen New York, efter kung Jakob II som före sin tid på tronen var hertig av York. 
New York var en av de ursprungliga tretton kolonier som startade Amerikanska frihetskriget mot Storbritannien, och som 1776 var med och undertecknade USA:s självständighetsförklaring.
På 1820-talet öppnade Eriekanalen som förband Atlanten, staden New York och Hudsonfloden med Eriesjön och de stora sjöarna. Kanalen möjliggjorde USA:s expansion västerut till mellanvästern och gjorde New York till den främsta och viktigaste hamnstaden på östkusten. I delstaten New York växte flera större städer upp kring Eriekanalen som Buffalo, Rochester och Syracuse.

## Delstatsstyre

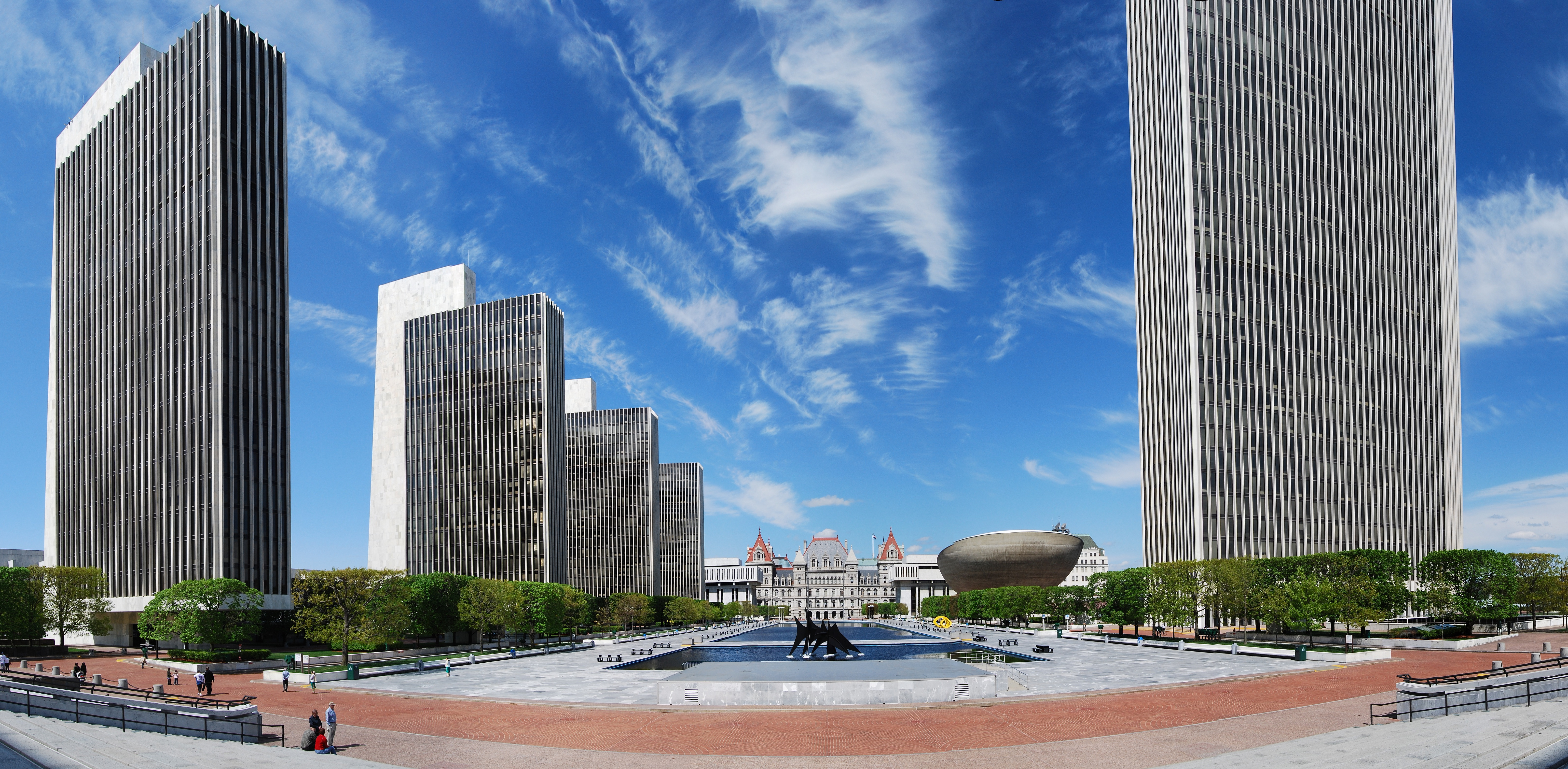
Empire State Plaza i Albany med New York State Capitol rakt fram.

Delstaten New Yorks huvudstad är Albany, som är säte för guvernören, lagstiftande församlingen och högsta domstolen. De flesta av delstatens centrala institutioner finns belägna kring Empire State Plaza, ett modernistiskt landmärke i internationell stil som drevs igenom av dåvarande guvernören Nelson Rockefeller på 1960-talet.
Delstaten har ett eget domstolsväsen som dömer under delstatens lagstiftning.

### Kommunal organisation

Karta över delstatens countyn.

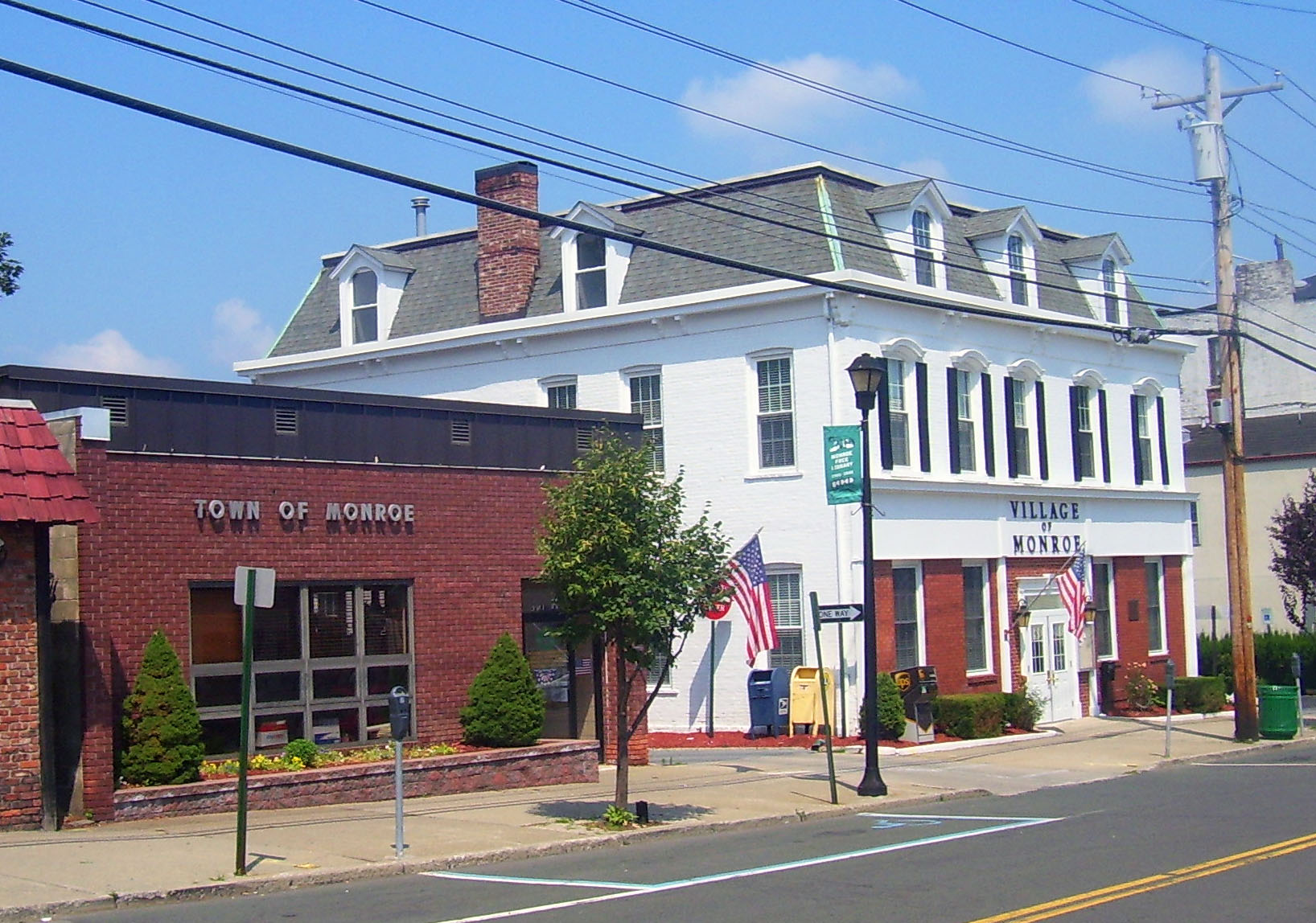
Separata byggnader i Orange County för Monroes town och village.

Delstaten New York har ett flertal olika former av kommunalt självstyre.
County
Det finns 62 countyn i New York. Fem av dessa är boroughs inom staden New York och har enbart ett fåtal funktioner (exempelvis folkvald distriktsåklagare) som inte ingår i stadens förvaltning. Countyn bildades ursprungligen som en delstatlig distriktsindelning, men de är idag kommuner ("häradskommun"). Till countyts viktigaste uppgifter hör:
- Allmän ordning och säkerhet (distriktsåklagare, häkte, polis)
- Socialvård
- Medicaid
- Skolor för barn med funktionsnedsättningar samt yrkeshögkolor.

City (stad)
En stadskommun är en självstyrande kommun som med undantag av staden New York och staden Geneva ligger inom ett och samma county. Det finns 62 städer i delstaten. En stad ansvarar för nästan all kommunal service till sina medlemmar, även inkluderat en del service som utanför städerna ligger under "countyts" ansvarsområde, t.ex. polis och socialvård.
Town (landskommun)
"Towns" täcker det område i countyt som inte ingår i en stad (återigen med undantag för staden New York) eller ett indianreservat. Den ansvarar bland annat för polis, vatten, avlopp, renhållning och brandförsvar för de områden som inte ingår i en "village" (se nedan). Idag finns det dock flera landskommuner som bildar ett sammanhängande tätortsområde. 
Village (municipalsamhälle)
En "village" är en tätortskommun med ansvar för vatten, avlopp, polis, brandkår, renhållning, gatuhållning, begravningsplatser och bygglov. Annan service tillhandahålls av landskommunen. Det finns 556 municipalsamhällen i staten. Invånarna betalar skatt både till municipalsamhället och till landskommunen. Municipalsamhällena varierar i storlek från 50 till 57 000 invånare.
Specialkommuner
De vanligaste specialkommunerna sköter skolor, brandförsvar och bibliotek. De skiljer sig från ett svenskt kommunalförbund genom att de har egen beskattningsrätt och styrelsen väljs direkt i allmänna val.
- Skoldistrikt
- Brandförsvarsdistrikt
- Biblioteksdistrikt

Övrigt
En "hamlet" (by) är ingen egen kommun utan en vanlig benämning på en liten tätort som inte utgör en egen kommun.
Källor: 

## Geografi

### Niagarafallen

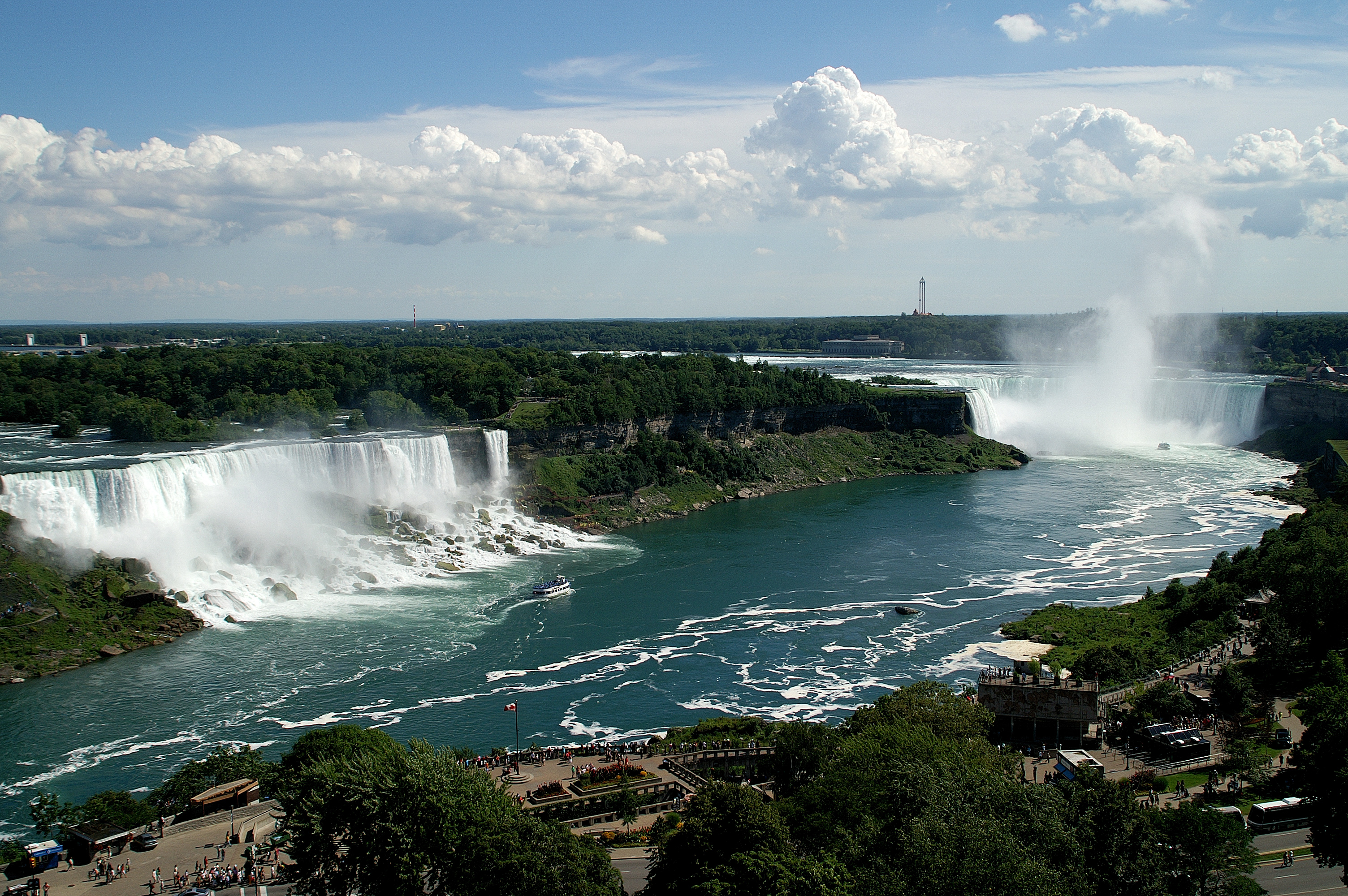
Vy över Niagarafallen från den kanadensiska sidan.

Niagaras vattenfall, som ligger på gränsen mellan USA (New York) och Kanada (Ontario), är förmodligen världens mest berömda. De utgör en del av flodförbindelsen mellan Eriesjön och Ontariosjön. Fallhöjden är visserligen "bara" 53 meter, men vattenflödet är bland världens kraftigaste och definitivt det kraftigaste bland vattenfall som är lättillgängliga för människor. I genomsnitt passerar 110 000 kubikmeter vatten per sekund, vid snösmältning och extrem nederbörd uppåt 170 000 m³/s.

### Ontariosjön och Eriesjön
Vid New Yorks norra gräns ligger de två minsta av Nordamerikas fem stora sjöar, Ontariosjön och Eriesjön. Även delstaterna Pennsylvania, Michigan och Ohio har strand vid den senare sjön, medan USA:s strand vid Ontariosjön helt och hållet ligger i New York. Ontariosjön har en yta av 19 500 km², och ett medeldjup av 86 meter. Den är till ytan den minsta av Nordamerikas fem stora sjöar, men är avsevärt djupare än Eriesjön som har en yta om 25 700 km² men ett medeldjup om bara 19 meter. Ontariosjön är därför volymmässigt den fjärde största sjön i Nordamerika med en volym om cirka 1 640 km3 vatten jämfört med Eriesjöns 545 km³. Största djup för Ontariosjön är 244 meter samt 64 meter för Eriesjön.

### Appalacherna
En del av Appalachernas nordliga delar passerar genom New York. Denna bergskedja, vilken går genom åtskilliga delstater från nordost mot sydväst är USA:s näst största. Den har en helt annan karaktär än avsevärt högre Klippiga bergen långt i väster. Inom New York är bergskedjan flack och skogbevuxen och har få egentliga bergstoppar. Enstaka toppar på omkring 1 500 meters höjd förekommer dock.

### Städer i urval

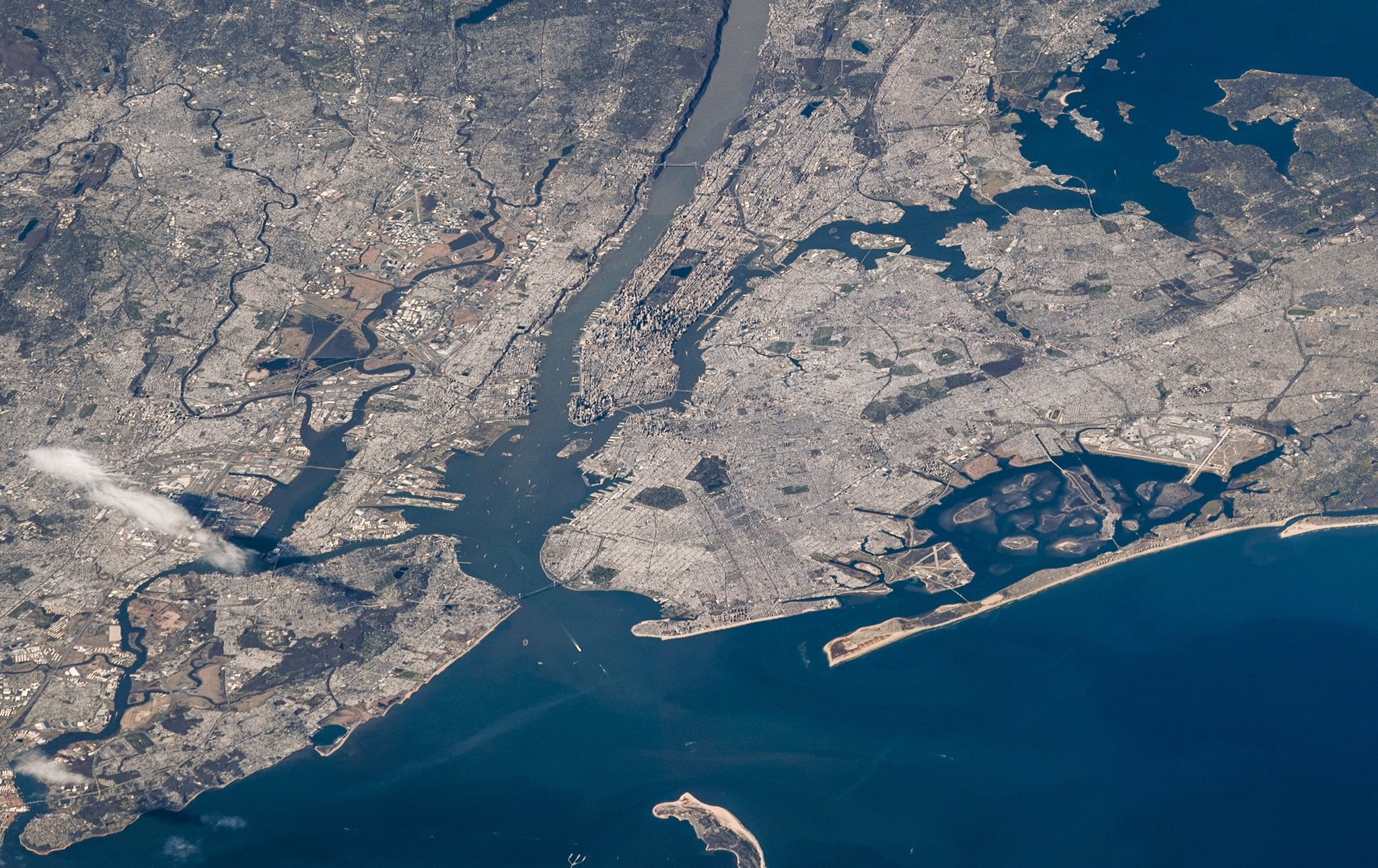
Bild tagen 2016 över staden New York och dess storstadsområde från den internationella rymdstationen.

- New York – 8 143 197
- Buffalo – 279 745 (1,2 miljoner med förstäder)
- Rochester – 211 091
- Yonkers – 196 425 (ingår i New Yorks storstadsområde)
- Syracuse – 141 683
- Albany – 93 523
- New Rochelle – 72 967
- Mount Vernon – 67 924
- Schenectady – 61 282
- Utica - 59 336

- Niagara Falls – 52 866 (Ingår i Buffalos storstadsområde)
- Binghamton – 45 492
- Poughkeepsie – 30 355
- Elmira – 29 928
- Ithaca – 29 766
- Kingston – 23 067

Samtliga befolkningssiffror avser år 2005.

## Sport

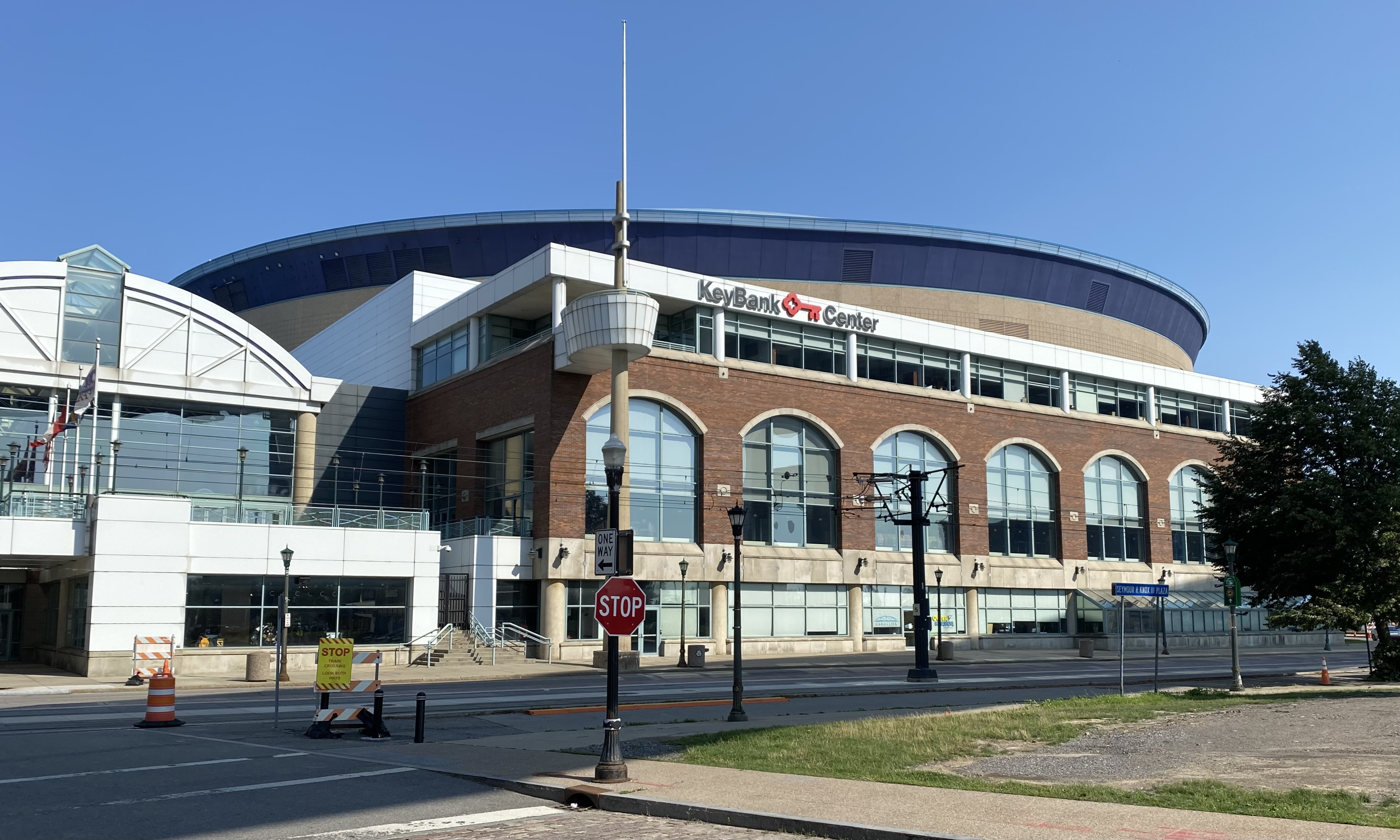
KeyBank Center, hemmaarena för NHL-laget Buffalo Sabres.

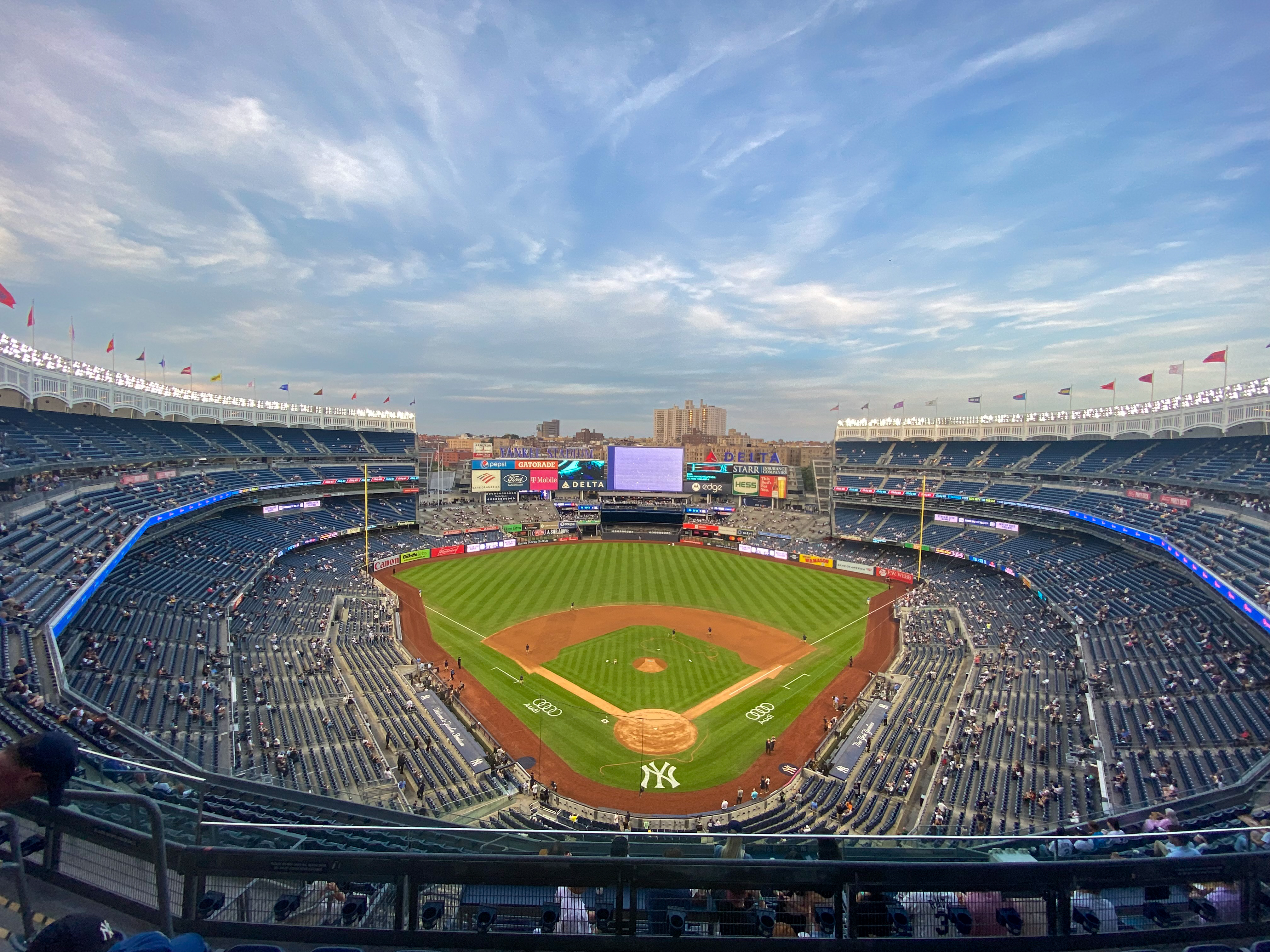
Yankee Stadium, hemmaplan för MLB-laget New York Yankees.

Professionella lag i de högsta ligorna
- NFL – amerikansk fotboll
  - Buffalo Bills
  - (New York Jets) eg. New Jersey
  - (New York Giants) eg. New Jersey
- NBA – basketboll
  - New York Knicks
  - Brooklyn Nets
- NHL – ishockey
  - Buffalo Sabres
  - New York Islanders
  - New York Rangers
- MLB – baseboll
  - New York Mets
  - New York Yankees
- AFL – inomhusfotboll
  - New York Dragons

## Sevärdheter
- Frihetsgudinnan
- Hyde Park - Franklin D. Roosevelts hem.

## Kända personer födda i New York
- 50 Cent, rappare
- John Bascom, filosof
- Jason Bateman, skådespelare, regissör och producent
- Lana Del Rey, sångare och låtskrivare
- William Devane, skådespelare
- Adrienne King, skådespelare och konstnär
- Theodore Roosevelt, USA:s president 1901–1909
- Randall Terry, politiker, aktivist och abortmotståndare
- Donald Trump, USA:s president 2017–2021 och 2025–
- Jerry Jeff Walker, countrymusiker